# Fritz-René Müller
Fritz-René Müller (* 11. Februar 1939 in Rheinfelden, Kanton Aargau) war von 2002 bis 2009 der sechste Bischof der Christkatholischen Kirche der Schweiz.

## Leben
Müller wuchs in der Kraftwerkskolonie Ryburg-Schwörstadt in Rheinfelden auf. Die Schule besuchte er im nahegelegenen Möhlin, einem zu diesem Zeitpunkt mehrheitlich christkatholischen Dorf. Danach studierte an der Christkatholisch-theologischen Fakultät der Universität Bern von 1959 bis 1963 Theologie und empfing am 26. Mai 1963 in der Basler Predigerkirche vom damaligen Bischof Urs Küry die Priesterweihe. Er wirkte von 1963 bis 1969 als Pfarrer in Grenchen und gleichzeitig als Redaktor des Christkatholischen Kirchenblatts. Von 1973 bis 1976 war er Sekretär der Nationalsynode der christkatholischen Kirche und danach von 1983 bis 1986 Präsident des Kirchenrats der Aargauischen Landeskirche.
2001 wurde Müller zum Nachfolger des überraschend zurückgetretenen Hans Gerny gewählt und an Christi Himmelfahrt 2002 spendete ihm in der Kirche St. Peter und Paul in Bern der Utrechter Erzbischof Joris Vercammen die Bischofsweihe. Zuvor war er ab 1986 schon Gernys Nachfolger als Pfarrer in Basel gewesen. Ende Februar 2009 trat er von seinem Amt zurück, da er das in der christkatholischen Kirche der Schweiz festgelegte Rücktrittsalter von 70 Jahren erreicht hatte.
Als Delegierter der Internationalen Bischofskonferenz der Altkatholischen Kirchen der Utrechter Union ist er weiterhin für die altkatholischen Gemeinden in Frankreich und Italien zuständig, die nicht als eigenes Bistum organisiert sind.
Fritz-René Müller ist Vater zweier erwachsener Kinder und wohnt zusammen mit seiner Frau in Möhlin.